# Megascops clarkii
Megascops clarkii là một loài chim trong họ Strigidae.